# (918) Itha
(918) Itha és un asteroide pertanyent al cinturó d'asteroides descobert el 22 d'agost de 1919 per Karl Wilhelm Reinmuth des de l'observatori de Heidelberg-Königstuhl, Alemanya.
Està possiblement nomenat per una noia del calendari Lahrer Hinkender Pot.